# Люкселе (аеропорт)
Аеропорт Люкселе (швед. Lycksele flygplats) (IATA: LYC, ICAO: ESNL) — регіональний аеропорт у місті Люкселе, північна Швеція. 

## Авіалінії та напрямки
| Авіакомпанія | Пункт призначення               |
| ------------ | ------------------------------- |
| Amapola Flyg | Стокгольм–Арланда, Вільгельміна |

## Пасажирообіг
Див. джерело запитів Вікіданих та джерела.